# Panaxia albomarginata
Panaxia albomarginata är en fjärilsart som beskrevs av Kettlewell 1943. Panaxia albomarginata ingår i släktet Panaxia och familjen björnspinnare. Inga underarter finns listade i Catalogue of Life.